# Dunster
Dunster es una localidad inglesa del condado de Somerset, en el Reino Unido.

## Geografía
La localidad está situada en Somersetshire, cerca de la orilla del canal de Bristol.

## Historia
La importancia de Dunster pasó a radicar en el comercio marítimo con Irlanda, sin embargo el mar retrocedió con el paso del tiempo y la localidad perdió su puerto. Durante la Edad Media se vendían  en el lugar unos tejidos llamados «Dunsters». La fabricación de telas sin embargo terminó perdiéndose. A comienzos del siglo XX, en 1901, Dunster tenía contabilizada una población de 1182 habitantes.

## Patrimonio

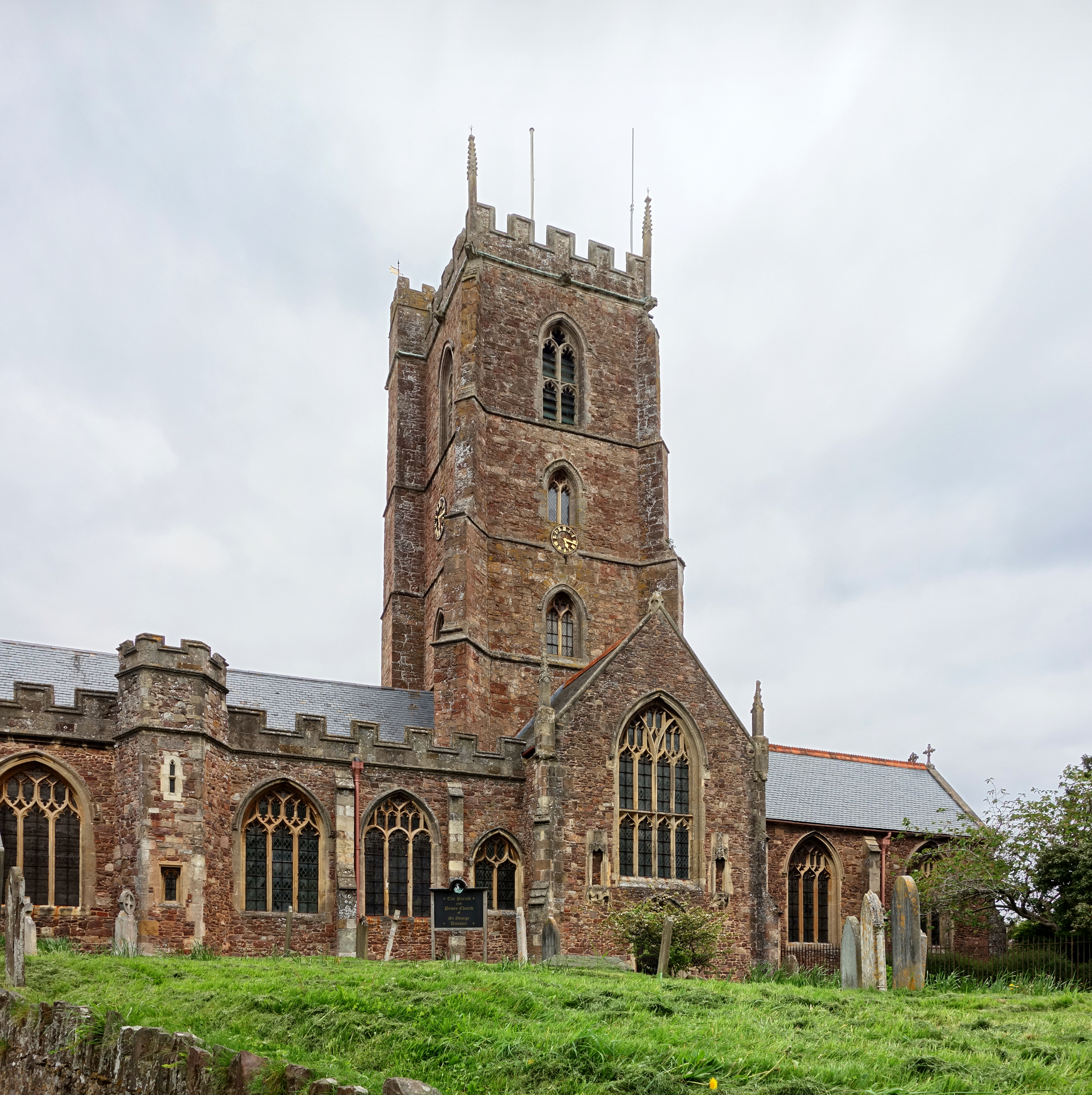
Iglesia de San Jorge

Sus calles, con algo de cuesta, tienen muchas casas antiguas. En una altura se alza un antiguo castillo, al que se accede por una puerta del siglo XIII. La iglesia está dedicada a San Jorge. En la localidad también se encuentra Yarn Market, un pintoresco edificio octogonal ubicado en la calle principal, que data de comienzos del siglo XVII y que constituye un vestigio de  la antigua industria textil del lugar.